# Дмитрий Константинович (князь суздальский)
Дми́трий Константи́нович, «прямое имя» (по дню рождения, оно же и крестильное) — Фома́, в монашестве, принятом перед смертью, Фео́дор (1322, Суздаль — 5 июля 1383, Нижний Новгород, похоронен в Спасской церкви) — князь Суздальский с 1356 года, великий князь Суздальско-Нижегородский с 1365 года. В 1360—1363 годах — великий князь Владимирский.
Правнук младшего брата Александра Невского, князя Суздальского Андрея Ярославича, внук Василия Андреевича и сын Константина Васильевича. Иногда его называют Дмитрий Константинович Старший, так как у него был младший родной брат с тем же именем (по прозвищу Ноготь), безудельный князь Суздальский.

## Княжение во Владимире
После падения политического значения Твери, в середине XIV веке суздальские князья вступили в борьбу с московскими (потомками Ивана I Калиты) за Владимирский великокняжеский стол. В 1353 году отец Дмитрия, князь Константин Васильевич, оспаривал ордынский ярлык на Владимир у младшего сына Калиты, Ивана II Красного, однако, после смерти Ивана (13 ноября 1359 года) в Москве не осталось совершеннолетних князей (сыну и наследнику Ивана, Дмитрию Ивановичу было девять лет, его родные и двоюродные братья также были малолетними). В этих условиях Дмитрий Константинович сумел «одолеть» московских бояр и в 1360 году получил у хана Навруса ярлык на великое княжество Владимирское и 22 июня 1360 года прибыл во Владимир.
Двухлетнее правление Дмитрия Константиновича было неспокойным, сопровождалось междоусобицами на Руси и в Орде. Московское правительство, возглавляемое митрополитом Алексием, продолжало добиваться у сменявших друг друга в Орде ханов признания прав Дмитрия Ивановича. В 1362 году после очередного переворота в Орде новый хан Мюрид лишил Дмитрия Константиновича великого княжения Владимирского и передал его 12-летнему Дмитрию Ивановичу Московскому. Но в том же году ярлык Дмитрию Московскому выдал ставленник Мамая Абдаллах, и Мюрид передал ярлык Дмитрию Константиновичу. Он повторно сел во Владимире, но спустя неделю был изгнан оттуда москвичами. Позднее, в 1364 году, сын Дмитрия Константиновича Василий, получил у хана Азиза ярлык на великое княжение во Владимире для отца. Но тот «отступися великого княженья князю великому Дмитрею Ивановичю», выдав за него дочь свою Евдокию.
С этого времени Владимирский стол навсегда перешёл в руки московских князей.

## Борьба за Нижегородский престол
После смерти 2 июня 1365 года старшего из Константиновичей, великого князя Нижегородско-Суздальский Андрея Константиновича, великокняжеский стол занял не по «старейшинству» князь Городецкий Борис, младший брат Дмитрия. Дмитрий Константинович обратился за помощью к Дмитрию Московскому, который послал к Борису для увещевания сначала игумена Сергия Радонежского, а когда это не помогло, то дал Дмитрию Константиновичу войско. Борис уступил Нижегородский стол своему брату. Так закончилось противостояние между двумя Дмитриями.
Окончательное их примирение состоялось 18 января 1366 года, когда Дмитрий Нижегородский отдал в жёны Дмитрию Московскому свою дочь Евдокию. В дальнейшем тесть и зять вели совместные кампании против волжских булгар (1370 и 1376), мордвы (1377—1378) и участвовали в разгромном для русских войск сражении на реке Пьяне против ордынцев в 1377 году. На реке Пьяне погиб (утонул в реке) сын Дмитрия Константиновича Иоанн.

## Взаимоотношения с Ордой
В 1374/1375 году в Нижний Новгород прибыли послы от Мамая: более тысячи воинов во главе с мурзой Сарайкой. По приказанию князя послов перебили, а Сарайка и его личная охрана были заключены в крепости. Пробыв в заключении около года, мурза попытался бежать, устроив перестрелку, в которой едва не пострадал епископ Суздальский Дионисий. И мурза, и его слуги были убиты.
В ответ на убийство Сарайки Мамай выслал карательный отряд, который опустошил поселения по берегам Киши и Пьяны.
В 1380 году войска Дмитрия Константиновича участвовали в сборе в Коломне, после чего приняли участие в битве на Куликовом поле против Мамая.
В 1382 году, во время карательного похода Тохтамыша на Москву, Дмитрий Константинович, желая обезопасить своё княжество, отправил в войско ордынского хана своих сыновей: Василия и Симеона, которые, поддавшись на обман, убедили москвичей открыть ворота. В следующем году Дмитрий Константинович умер. Тело его погребено в нижегородском Спасо-Преображенском соборе. Великокняжеский стол занял его младший брат Борис Константинович.

## Культурная деятельность
В столице Суздальского-Нижегордского великого княжества, Нижнем Новгороде, князем Дмитрием был заложен в 1372 первый нижегородский каменный кремль с одной башней. При дворе князя создан один из важнейших памятников древнерусского летописания — Лаврентьевская летопись (1377).

## Семья
Дмитрий Константинович был женат дважды. Первая жена Анна, её происхождение не установлено. Второй женой была княжна ростовская Василиса Константиновна (ум. 21 августа 1406), дочь князя ростовского Константина Васильевича; умерла в Нижнем Новгороде, приняв перед смертью схиму под именем Ирина. Похоронена в нижегородском Архангельском соборе. Дети, вероятно от первого брака:
- Василий Дмитриевич Кирдяпа (ум. 1403), родоначальник князей Шуйских
- Симеон Дмитриевич, умер в 1402 году в изгнании в Вятке; родоначальник князей Горбатых-Шуйских и Глазатых-Шуйских.
- Иван Дмитриевич, погиб в 1377 году
- Мария Дмитриевна, вышла замуж за московского боярина Микулу Васильевича Вельяминова
- Евдокия Дмитриевна (1352—1407), вышла замуж в 1366 за Дмитрия Донского, умерла в 1407

## В культуре
- Дмитрий Константинович действует в романах Дмитрия Балашова «Ветер времени» и «Отречение» из цикла «Государи Московские».  - Иконография князя
  - Литография с изображением князя из  Истории России от основания монархии Рюриком до царствования Екатерины II. — 1800 Уильяма Тука
  - Гравюра с изображением князя из иконограического сборника "Пантеон государей российских" нач. XIX в.[4]
  - Дмитрий Константинович Суздальский, типография Августа Семёна, 1846 г.[5]